# 원효
원효(元曉, 617년 ~ 686년)는 삼국시대와 신라의 고승이자 학자, 사상가, 작가, 시인, 정치가이다.
원효는 법명이고, 속성(俗姓)은 설(薛), 본관은 경주(慶州), 속명은 사(思), 서당(誓幢) 또는 신당(新幢)이며, 별명은 모(毛), 호는 화정(和諍)이다. ‘원효(元曉)'는 고유어 ‘설'(정월 초하루)씨를 한자로 적은 것으로 본다.
그는 서곡사미(西谷沙彌), 백부논주(百部論主), 해동법사(海東法師), 해동종주(海東宗主), 서당화상(誓幢和尙), 고선대사(高仙大師)라 불렸다.
원효는 고려시대에는 원효보살, 원효성사(元曉聖師)라 존칭되었다.
고려 숙종에 의해 대성화정국사(大聖和諍國師)라는 시호가 원효에게 내려졌다.
원효 스스로 지은 별명은 소성거사(小姓居士)이며, 한국에서는 보통 법명을 따라 원효대사(元曉大師)로 불린다.

## 출생

### 출생과 어린 시절
그의 어머니 조씨가 그를 수태했을 때, 꿈에 유성(流星)이 품속으로 드는 것을 보고 원효를 임신하였으며 만삭(滿朔)이 된 몸으로 집근처인 상주(湘州) 경산현 압량군(押梁郡)의 망이 끊어졌음. 
조씨는 남편의 털옷을 밤나무에 걸고 원효를 낳았는데 이 나무를 사라수(娑羅樹)라 불렀다. 그곳 밤나무의 밤은 크기도 크고 굵으며 맛이 특이하여 사라율(裟羅栗)이라 불렀다.
원효는 나면서부터 총명하고 남보다 뛰어났으며, 기억력이 뛰어났다. 그는 일찍이 고향에서 한학을 배우다가 유교를 가르치는 태학에 입학하였다. 원효는 스승을 따라 배울 것이 없었다. 그는 어려서부터 부친 담날과 조부 잉피공의 기대를 받으며 화랑으로 활동하였다.

### 출가와 수행
15세 때 또는 28세 때 어머니 조씨의 죽음에 충격을 받고, 삶과 죽음에 대해 오래 고민하다가 출가하여 승려가 되었다. 황룡사에 들어갈 때 집을 희사하여 초개사(初開寺)를 세우게 했으며, 자신이 태어난 사라수 옆에도 절을 세워 사라사(裟羅寺)라 하였다.
그가 출가를 결심했을 때 아버지 설담날과 할아버지 잉피공의 실망이 대단하였다 하며, 그에게는 형 설을신이 있었으므로 처음에는 출가를 반대하였으나, 그의 뜻이 확고하자 허락하였다.
영취산의 낭지(郎智), 흥륜사의 연기(緣起)와 고구려 반룡산(盤龍山)의 보덕(普德) 등을 찾아다니며 불도를 닦으니 뛰어난 자질과 총명이 드러났다.
고려 大覺國師 義天이 남긴 詩에 의하면 원효는 義湘과 함께 고구려 고승으로서 백제 땅 전주 孤大山으로 옮겨 간 普德和尙의 講下에서 「열반경」과 「유마경」 등을 배웠다고 한다. 「삼국유사」智來雲條에는 원효가 좌高寺에 있을 때 靈山 都木匠의 智가 그로 하여금「初章觀文」과 「安身事心論」을 쓰게 하였으므로, 원효가 그 글을 지어 智에게 전달하면서 그 글 끝에 ‘西谷沙彌稽首禮 東岳上德高岩前……' 이라 하여 자신을 사미라 낮추고 상대방인 낭지를 上德으로 높이고 있으니, 이로 보아 원효가 낭지에게 師事하였거나 단순히 學德높은 老和尙으로 존경하였던 것으로 짐작된다. 또「삼국유사』의 釋惠空傳에는 원효가 혜공에게 問學한 사실을 보이고 있다. 즉 당대의 神 혜공이 그 만년 恒沙寺에 있을 때, 원효가 諸經疏를 찬술하면서 어려운 문제가 있을 때에는 언제나 혜공에게 가서 질의하였다는 것이다.

### 당나라 유학 시도와 깨달음
원효는 당시의 지식인들과 마찬가지로 선진 문물을 배우기 위해 34세와 45세 때 의상과 함께 두 번에 걸쳐 당나라 유학을 시도했다.
원효는 34세 때인 650년(진덕여왕 4년) 의상과 함께 당나라 고승 현장에게 불법을 배우러 가다가 요동 근처에서 고구려 순라군(국경경비대)에게 잡혀 첩자로 오인받았다가 풀려났다.

그는 661년(문무왕 1년) 다시 의상과 함께 당나라로 유학을 가던 길에 당항성 근처의 한 무덤에서 잠이 들었다. 그는 잠결에 목이 말라 달게 마신 물이 다음날 아침에 깨어나 다시 보니 해골바가지에 담긴 더러운 물이었음을 알고 급히 토하다가 삼계유심(三界唯心)의 원리, 일체유심조의 진리를 깨달아 유학을 포기한다.
“곧 마음이 일어나므로 갖가지 현상이 일어나고, 마음이 멸하니 땅막과 무덤이 둘이 아님을 알았다”

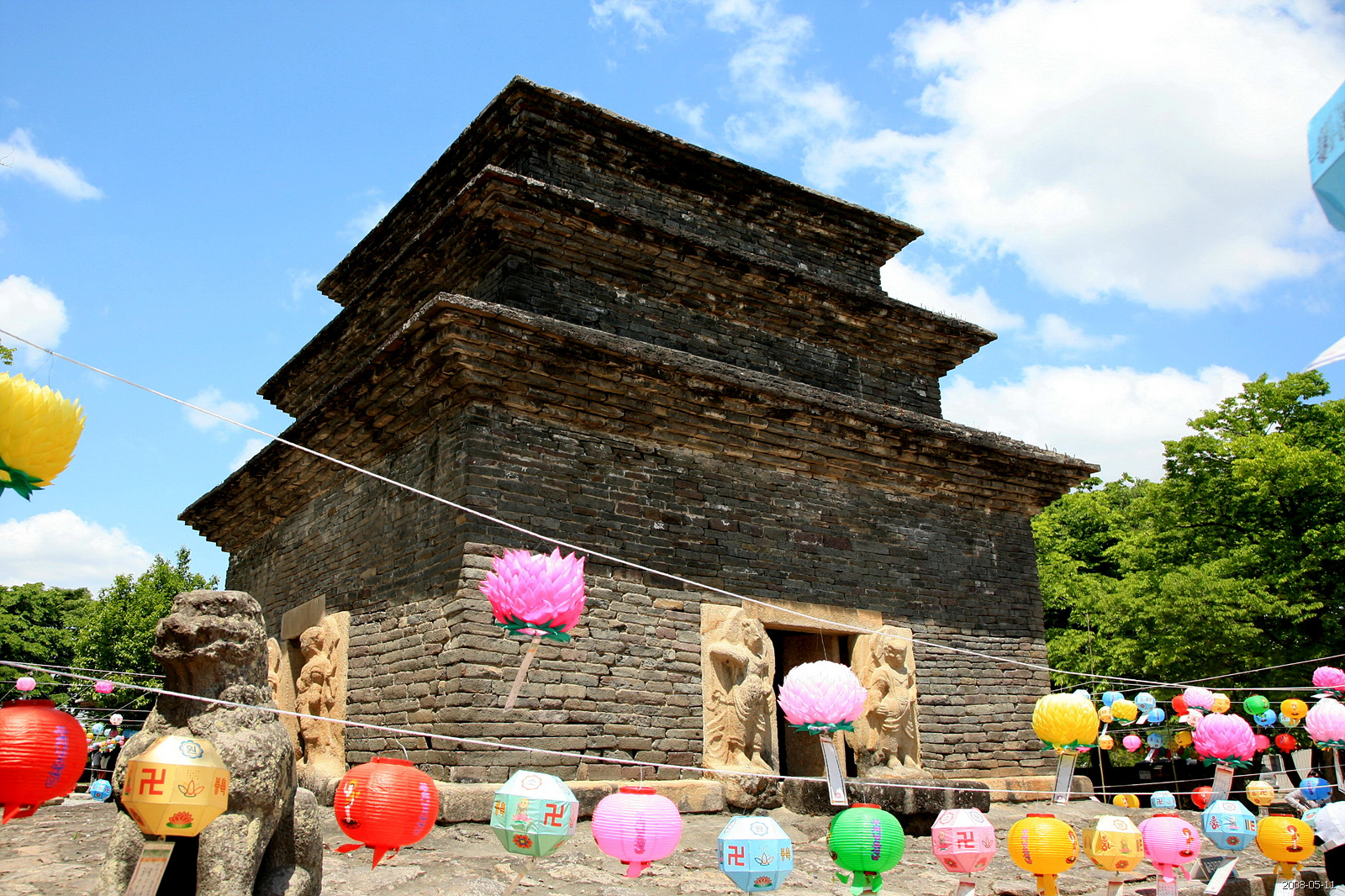
분황사 모전석탑. 신라로 돌아온 뒤 원효는 분황사에 머무르며 저술활동을 이어나갔다.

그 뒤 원효는 분황사에 있으면서 독자적으로 통불교(通佛敎)를 제창하며 민중 속에 불교를 보급하기에 노력했다. 그는 분황사에 주석하면서 화엄경소(華嚴經疏)를 저술하다가 화엄경소의 제4 십회향품(十廻向品)에서 절필(絶筆)했다.(삼국유사4)

### 혼인과 아들설총[8]
하루는 마음이 들떠 거리에 나가 노래하기를 "누가 자루 없는 도끼를 내게 주겠느냐, 내 하늘을 받칠 기둥을 깎으리로다(誰許沒柯斧 我斫支天柱)."라고 하니 사람들이 듣고 그 뜻을 몰랐으나, 태종무열왕이 이를 듣고 "대사가 귀부인을 얻어 슬기로운 아들을 낳고자 하는구나. 나라에 큰 현인이 있으면 이보다 더 좋은 일이 없을 것이다.(此師殆欲得 貴婦産賢子之謂 爾國有大賢 利莫大焉)"라 했다. 요석궁에는 과부가 된 무열왕의 둘째 딸인 요석공주가 있었는데, 왕이 궁리(宮吏)에게 명하여 금성시내에서 춤추며 노래부르는 원효를 찾아 데려가라 했다. 궁리가 명령을 받들어 시내로 나가 원효를 찾자, 그는 이미 남산(南山)에서 내려와 문천교(蚊川橋)를 지나다가 관리를 만났는데, 그가 자발적으로 혹은 관리가 떠밀어서 일부러 물에 빠져서 옷을 적셨다. 이후 무열왕은 공주에게 옷을 말리고 쉬게 하도록 명을 내려 원효와 공주를 맺어주었다.
요석공주는 설총을 낳았는데, 고려의 승려 일연은 설총이 한국 유교의 시조라 하여 '지금(일연이 살던 당시)도 우리 나라에서 명경(明經)을 업(業)으로 하는 사람이 이를 전수(傳受)해서 끊이지 않는다.'고 하였다.

### 입적(죽음)
수많은 저서를 남기고 70세 되던 해 혈사(穴寺/경주시 양북면 소재 골굴사)에서 입적에 들었다.

## 사상
원효는 한국은 물론이고 중국과 일본의 승려들에게도 많은 영향을 미쳤다. 특히 유식학(唯識學)이나 불교논리학 등에 있어서 그의 영향력은 매우 크다.

### 화쟁(和諍)사상과일심(一心)사상
그는 불교 사상을 연구함에 있어 어느 一宗,一派에 구애됨이 없이 “萬法이 一佛乘에 총섭되어야 하는 것은 마치 大海 중에 일체 衆流가 들어가지 않음이 없는 것과 같다”(금강삼매경론)고 하여 大·小승, 性·相,頓·漸의 상호대립적인 교의를 다 융회하여 一佛乘에로 귀결시키려 하였다. 이러한 그의 사상은 “뭇 경전의 부분적인 면을 통합하여 온갖 물줄기를 한 맛의 진리 바다로 돌아가게 하고, 불교의 지극히 공변된 뜻을 열어 모든 사상가들의 서로 다른 유論들을 和會시킨다”(열반경종요)라는 말로 요약할 수 있는 和諍 바로 그것이라 할 수 있다.
그런데 원효의 이 화쟁 방법 내지 사상은 근원적으로는 석가 이전 인도의 베다 사상(Vedism)에서 찾아볼 수 있다. 인도 철학의 碩學 라다크리슈난 (Radhakrishnan, S.)에 의하면 인도 원주민을 정복한 아리안 (Aryans)의 종교는 처음부터 광범하고, 자기 발전적이고, 관대하여 성장해 감에 따라 그가 만나는 새로운 힘들은 자기 안으로 융화시키고, 보다 낮은 종교를 무시하거나 그 존재를 말살하기 위하여 싸우거나 하지 않았다는 것이다. 즉 그들의 것만이 유일하고 참된 종교라는 광신은 없었다고 말하고 있다. 이러한 인도인들의 사유 경향이 印度佛敎에서 和의 사상을 있게 한 것이라 볼 수 있다. 석가는 당시 수많은 사상체계들이 서로 대립, 충돌을 일으키는 形而上學的 문제에 대한 논쟁에 끼어든 적이 없었다. 왜냐하면 형이상학적 문제에 대한 논의는 진실한 실천적 인식에는 아무런 도움이 되지 않기 때문이었다. 그는 진실하게 살아가는 길과 진실에 대한 실천적 인식을 사람들에게 가르치려 했을 뿐, 베다의 권위를 배척하고 모든 형이상학적 논의를 무의미한 것으로 간주했다. 거시적이고 객관적인 관점에서 본다면 이러한 형이상학적 주장들은 모두가 상대적이고 일반적인 것이기 때문이었다. 불교에 있어서의 和의 원리는 이처럼 실천 원리를 중시하는 석가에서 그 싹이 나타난 셈이고, 이는 대중 교화에 뜻을 두어 眞俗一如를 주장한 대승 불교 후기에까지 면면히 지속된 정신이라 할 수 있다. 석가 이후 1200여 년 만에 신라통일기에 나타난 원효가 실천을 중시하면서 和諍 사상의 기치를 높이 든 것은 바로 석가 이후 대승에 이르기까지의 和의 정신의 시대적 재현 내지 재창조라 보아야 할 것이다.
원효의 수많은 저서 가운데 이 화쟁의 방법에 의하여 眞俗不二의 사상을 나타내려 한 대표적인 것으로 「대승기신론 소」 「대승기신론 별기」를 들 수 있다.
「대승기신론」은 산스크리트 원본이 없는 탓으로 印度撰述인가 中國撰述인가가 논란되어 오기도 하지만, 대승불교 시대의 후기에 나타난 불교사상서중 가장 뛰어난 논서로 알려져 있다. 「대승기신론」은 인도에서 그 당시 대립되고 있던 양대 불교 사상, 즉 中觀派와 伽(唯識)派의 사상을 지양 · 화합시켜 眞과 俗이 전혀 별개의 것이 아니라 우리 인간들이 迷汚한 현실생활(俗) 가운데에서 깨달음의 세계로 끊임없이 추구하고 수행함에 의하여 완성된 人格(眞)을 이루어 갈 수 있으며, 한편 깨달음의 단계(眞)에 이른 사람은 아직 染汚한 단계(俗)에 있는 중생을 이끌어 갈 의무가 있는 것임을 주장함으로써 眞俗一如의 사상을 잘 나타낸 논서이다.
원효는 이 「대승기신론」을 만나자마자 바로 자신의 구도적 학문과 삶의 자세와 너무도 일치함에 크게 감명을 느꼈던 것으로 보인다. 그러기에 그는 「대승기신론」에 대하여 무려 7種의 연구서를 냈고, 특히 그의 「대승기신론 소」 「대승기신론 별기」는 일찍부터 중국의 불교 학계에서까지 높이 평가되어 마지 않았던 것이다.
「대승기신론」(이하 「기신론」이라 약칭함)에 대한 연구로는 일찍부터 慧遠, 元曉, 法藏의 주석서를 三大流로 지칭하고 있으나 혜원의 것은 僞撰이라는 說과 함께 質로나 量으로 보아 원효의 것에 훨씬 미치지 못한다. 법장의 것은 원효의 것을 그 分科와 語句解釋에 있어 거의 그대로 답습하고 있어 원효의 「기신론 소」 「기신론 별기」야말로 최고의 기신론 연구서라 할 수 있다.
원효의 기신론관을 논하기 전에 먼저 기신론 本文의 구조와 내용을 소개하기로 하자.
기신론은 因緣分, 立義分, 解釋, 修行信心分, 勸修利益分 등의 다섯 부분으로 구성되어 있다. 因緣分에서는 이 논을 짓게 된 이유를 말하였고, 立義分에서는 이 논의 대의, 즉 一心, 二門, 三大를 제시하였다. 解釋分은 앞서의 입의분에서 제시한 一心, 二門을 구체적으로 논술한 것으로 기신론 중에서 가장 핵심적인 부분이다. 이 부분은 다시 顯示正義, 對治邪執, 分別發趣道相의 셋으로 나뉜다. 우선 正義를 드러냄에 있어서 -心(衆生心)을 心眞如門과 心生滅門의 둘로 크게 구분하였다. 心眞如門에서는 如實空, 如實不空 등을 말하여 마음의 淸淨한 面을 묘사하였으며, 心生波門에서는 阿黎耶識의 覺과 不覺의 二義와 薰習 등을 말하여 마음의 染淨緣起를 밝혔다. 다음으로 邪執을 對治함에 있어, 人·法 二執의 對治를 말하고, 마지막으로 發心 修行하여 道에 나아감을 분별하는 상에서는 信成就發心, 解行發心, 證發心의 세 가지 발심을 말한다. 修行信心分에서는 앞서의 해석분 중의 발취도상이 不定聚衆生중의 勝人을 위한 설명임에 비하여 여기서는 부정취중생 중의 人을 위하여 四信, 五行 및 他力念佛을 설한다. 마지막 勸修利益分에서는 이 논을 믿고 닦으면 막대한 이익이 있으리라는 것을 말하였다. 이상의 것을 도표로 나타내면 다음과 같다.
이제 원효의 기신론관에서 특징적인 것 몇가지를 들고자 한다.
첫째, 원효는 그의 「기신론 소」 「기신론 별기」에서 기신론의 성격을 中觀思想과 唯識思想의 止揚·綜合이라고 판석한다. 즉 「기신론」은 마음의 청정한 면만을 주로 찬탄하고 강조해 온 中觀사상과 마음의 염오한 면을 주로 밝혀 은 유가사상을 잘 조화시켜 眞俗不二의 뜻을 밝힌 것이라 본 것이다. 이는 「기신론」이 一心을 心眞如門과 心生滅門의 둘로 크게 나눈 후, 심진여문에서는 마음의 청정한 면을 묘사하고 심생멸문에서는 마음의 염정연기를 밝히고 있는 데서 매우 타당한 견해라 할 수 있다. 더욱이 원효의 이러한 해석은 「기신론」 출현의 시기에 인도 불교 사상계에서 중관파와 유가파가 서로 첨예하게 대립되고 있었던 역사적 사실에도 부응하는 것이다.
원효를 거의 그대로 답습한 법장은 이점에 있어서는 견해를 달리하여 「기신론」을 如來藏緣起宗이라 판석하였다. 원래 여래장 사상은 중국 화엄종의 선구인 地論宗 南道派들에 의하여 성하게 연구되어 왔던 것으로, 화엄종의 第3祖인 법장은 이들 지론종 남도파의 영향에 의하여 「기신론」을 여래장 연기종이라 판정한 것이다. 또한 「기신론」을 연구하는 대부분의 일본 학자들은 법장설을 무비판적으로 추종하여 「기신론」을 여래장 연기종설로만 알고 있고, 심지어는 법장설에서 일보 나아가 여래장 연기 종파가 역사상 실재했다고까지 주장하는 학자(勝又俊敎)도 있다. 그러나 漢字를 모르는 인도의 불교 학자나 歐美의 학자들은 여래장 연기종이라는 이름조차 모르며(高崎直道), 또 일부 일본 학자중에는 중국 화엄가들의 「기신론」이해를 재검토해야 한다는 입장을 취하고 있기도 하다(柏木弘雄).
勝又 등 일본 학자들의 여래장 연기 종설은 재론할 가치도 없거니와 「기신론」을 화엄가의 管見으로 본 法藏의 여래장 연기 종설 또한 원효의 판석보다 보편성이 적은 견해라 하지 않을 수 없다.
둘째, 원효는 그의 「기신론 소」와 「기신론 별기」에서 우리의 迷妄한 마음, 즉 無明이 본래의 청정한 마음 즉 진여를 훈습하여 不覺心이 처음으로 일어난 無明業相, 이 무명업상 즉 極微한 動念에 의하여 所緣境相을 볼 수 있게 되는 轉相, 그리고 이 전상에 의하여 境界를 나타내는 現相 등 세 가지 미세한 마음, 곧 三細識이 아라야식 (Ãlayavijñāna)位에 해당된다고 주장하였다. 원효의 이 三細·아라야식설은 「기신론」 본문에 직접적으로는 明示되어 있지 않지만 주의깊게 精讀한다면 「기신론」 자체의 논술에서 충분히 입증할 수 있는 것으로(拙稿, 원효의 三和·아라야식설의 創案 참조) 이는 법장에 의하여 그대로 답습되었고 그 뒤 일본학자들이 이에 대하여 찬·반의 두 가지 입장을 취하고 있는 터이다.
원효는 「기신론」의 기본구조인 一心 二門에서 먼저 二門 중 心眞如門을 中觀學派의 주장으로, 心生滅門을 유가학파의 주장으로 보았다고 할 수 있으며, 이 二門이 一心으로 귀결되는 데서 「기신론」의 성격을 중관·유식의 지양·조화 내지 眞·俗을 別體로 보려는 고집을 꺾는 것이라 단정한 것 같다. 다음, 「기신론」에 心生滅門내에서 自性淸淨한 如來藏의 不生滅心이 生滅心과 和合하여 같은 것도 아니고 다른 것도 아닌(非一非異) 아라야식이 존재하게 되며, 따라서 이 아라야식에는 覺義와 不覺義의 義가 있게 된다고 한 것에서 원효는 이 아라야식의 二義性을 앞서 一心二門의 구체적 표현으로 보았다고 할 수 있다. 원효가 이러한 二義和合識으로서의 아라야식에 三細라는 미세한 마음들을 배대한 것은 唯識家에서의 아라야식이 막연한 潛在心으로 묘사되고 있는 것에 비하여 「기신론」의 아라야식은 세 가지의 미세한 마음으로 구체화되었음을 밝혀 놓은 것이다. 또 유식가의 아라야식은 異熟識으로서 輪廻의 주체일 뿐, 깨달음의 淨法을 낼 수 없는 生滅識일 뿐이지만, 「기신론」의 아라야식은 和合識으로서 그 중의 不覺 즉 生滅分인 業相, 轉相, 現相이 除滅되면 바로 그 자리가 不生不滅分 즉 自性淸淨心이 되어 覺의 상태가 되는 것이다.
이처럼 원효가 三細라고 하는 還滅의 구체적 단계를 제시한 것은 心源 즉 깨달음의 경지로 환멸해 가는 修行面에 있어 보다 실천적인 입장을 취한 것이라 할 수 있으며, 그리하여 이 三細·아라야식설은 중관·유식학파의 양대 주장의 조화라는 「기신론」의 성격을 더욱 극명하게 드러낸 것이라 하겠다.
셋째, 원효는 아라야식의 覺義에 의하여 자성청정한 覺의 상태로 환멸한 후의 本覺의 성격 즉 智淨相과 不思議業相에 대하여 自利와 利他의 두 가지 면으로 배대시킴으로써 心源에 도달한 覺者는 깨달은 상태(自利)에 安住하지 말고 중생의 이익을 위하여 적극 노력해야 함(利他)을 역설한다. 이것은 俗 가운데에서 眞으로 향해 가는 길(上求菩提)을 명시했던 앞서의 三細·아라야식설에 비하여 이제는 眞으로부터 俗으로 돌아와 중생과 더불어 호흡을 같이함을 의미하는 것이니 바로 下化衆生이다. 그의 이러한 自利·利他의 兼修 즉 眞俗不二의 사상은 그의 力著이며, 「기신론」의 이론을 많이 인용하고 있는 저「金剛三味經論」의 全篇에서도 누누이 강조하고 있는 不住涅槃 바로 그것이라 할 수 있다.

결국 원효가 「기신론 소」와 「기신론 별기」에서 강조하고자 한 것은, 眞俗一如, 不住涅槃의 사상이었으니, 이는 出世間的 自利만이 불교의 진의가 아니고 모든 사람들이 다 함께 깨달음의 세계를 이룩해야 한다(利他)는 대승불교의 정신이 아닐 수 없다. 또 그는 여기에서 더 나아가 彌陀淨土說과 「十念論」 등을 통하여 일반 대중들이 보다 쉽게 깨달음의 세계로 갈 수 있는 길을 제시하려 하였고, 종국에는 집필의 붓을 꺾고 下化衆生을 위한 실천의 길로 뛰어들었다. 이에서 이론면에서나 실천면에서 上求菩提,下化衆生의 정신을 누구보다 강력하게 구현한 한국의 뛰어난 求道者 원효의 모습을 볼 수 있는 것이다.

### 대중 교화를 통한 실천
스스로 실계한 원효는 소성거사(小性居士)라 자칭하면서 속세의 복장을 하고 마을에 나다니다가 우연히 한 광대가 괴상한 박을 가지고 춤과 만담을 벌이는 것을 보고, 그와 같은 물건을 만들어 《화엄경》의 '일체무애인(一切無碍人) 일도출생사(一道出生死)'에서 '무애'를 따라가 박의 이름을 짓고 〈무애가(無碍歌)〉라는 노래를 지어 춤추고 노래하며 여러 마을을 돌아다녔다. 이에 세상 사람 중 염불을 할 줄 모르는 사람이 없게 되었으니 원효의 교화가 그렇게 컸다. 그러나 원효의 춤과 노래에 많은 사람들이 몰려들어 광대들이 생계에 지장있음을 호소하자 그는 이를 그만두었다.
원효는 淨無二, 眞俗一如라는 그의 학문적 이론을 당시의 신라 사회에서 대중과 함께 몸소 실행에 옮겼던 드문 실천가였다. 당시 신라 사회는 圓光과 慈藏의 교화에 큰 영향을 입었으나, 불교의 受容面에서 왕실을 中心으로 하는 귀족층과 일반 서민층 사이에는 아직도 괴리가 있었다. 이러한 때에 惠空, 惠宿, 大安 등이 대중 속으로 깊이 파고들어가 대중들에게까지 불교를 일상생활화시킴으로써 유익한 의지처가 되게 하였다.

원효 역시 이들의 뒤를 이어 당시의 승려들이 대개 성내의 대사원에서 귀족생활을 하고 있었던 것에 반하여, 지방의 촌락, 街巷 등을 두루 돌아다니며 無得박을 두드리고 “모든 것에 걸림없는 사람이 한 길로 生死를 벗어났도다”라는 구절로 노래를 지어 부르면서 가무와 잡담 중에 佛法을 널리 알려 일반 서민들의 교화에 힘을 기울였다. 그가 이처럼 서민 대중의 교화에 나선 것은 입당 포기 후 心法을 깨달은 후이며, 요석 공주와의 失戒로 스스로 小姓居士라 자칭하던 때 이후로 보여진다. 또 그가 스스로 小姓居士라 부른 것은, 失成로 인한 속죄의 한 방법이었다기보다는 오히려 대중 교화의 방편이었던 것으로 짐작된다. 이는 대중 교화의 선구자인 惠空이 등에 삼태기를 지고 街卷에서 大醉 歌舞한 것이나, 大安이 특이한 옷차림으로 장판에서 銅鉢을 치면서 “大安,大安”외친 경우와 같은 것으로 볼 수 있기 때문이다. 그러기에 그는 대중 교화의 행각을 마친 뒤에는 다시 소성거사 아닌 원효 화상으로 돌아가 穴寺에서 생애를 마쳤던 것이다.

### 유교와 경학
원효는 불교뿐만 아니라 도가와 유가에도 밝았고, 한비자와 상앙의 법가 사상에도 지식이 많았다. 특정한 스승 없이 영취산의 낭지, 고구려의 보덕, 항사사(현 오어사)의 혜공 등에게서 배웠다고 한다. 
그의 저술에 나타나는 인용문을 통하여 그가 불교학 전반에 걸쳐 서뿐만 아니라, 「논어」나 「노자」, 「장자」 등 유가서와 도가서에도 정통하고 있음을 볼 때, 광범위한 분야에 걸친 그의 修學經歷을 짐작할 수 있다.

### 명상법
7세기 원효는 3세기 용수가 만든 대승불교의 승려였다. 그러나 12세기 중국 대혜종고가 간화선을 개발한 것이기에, 원효는 전통적인 불교 명상법인 수식관을 익혔을 것이다. 또한, 화랑이었기 때문에 도교의 조식법을 익혔을 것이다.
오늘날 간화선이 지배하는 한국 불교에서 원효가 별로 논의대상이 아닌 것은, 명상법이 달라서라고 할 수도 있다. 대한불교 조계종은 7세기 당나라 육조혜능을 헌법에 명시하여 중요시하는데, 7세기 신라의 원효는 오조 홍인대사 때의 승려이다.

### 삼국통일에 미친 영향
원효는 불교를 대중화시키고, 분열된 국민정신을 통합하기 위해 많은 노력을 기울였다. 고구려, 신라, 백제에서 당대 가장 고승이었던 원효대사가 신라에서 살았고 고구려, 백제를 멸망시키고 삼국을 통일했다. 삼국통일에는 당나라가 큰 역할을 하였는데, 원효는 당시 많이들 읽는 모든 불경에 대해 각각 해설서를 편찬할 정도로 불교에 자유자재했고 통달해 당시 당나라 고승들이 원효대사를 매우 존경하고 좋아했다. 당시 동북아 국가들의 왕은 최고의 고승을 국사, 왕사로 두어 각종 정책결정에 권고를 받았었다. 오늘날, 의상이 당나라로부터 수입해 한국화 한 화엄사상과 더불어 원효의 화쟁사상과 일심사상은 삼국통일의 사상적 토대를 마련했다 평가 받는다.

## 저서
그 연구 범위도 小·大승, 경·율·론 등 거의 모든 부문을 다 망라하고 있어 그야말로 초인간적인 學解와 저술활동이라 아니할 수 없다. 더욱이 그의 대표적 저술이라 할 수 있는 「大乘起信論疏」와「金剛三味經論」에서 보인 탁월한 이해와 견해는 중국의 석학들마저 찬탄과 경이를 아끼지 않을 정도였다.
원효는 100여 종의 240여 권 (또는 85종의 170여 권)의 저술을 한 것으로 알려져 있지만, 현존하는 것은 20부 22권뿐이다. 이 중 《대승기신론소》 2권, 《금강삼매경론》 3권, 《십문화쟁론》 2권 등은 원효의 대표작이라 할 수 있는데, 원효 사상의 핵심인 일심(一心)사상과 화쟁(和諍)사상이 잘 나타나 있다. 현존하는 것 중 일부는 다음과 같다.
- 《(十門和評論)십문화쟁론》
- 《열반경종요(涅築經宗要)》 1권
- 《대승기신론소(大乘起信論疏)》 2권
- 《대승기신론별기(大乘起信論別記)》 1권
- 《대해도경종요(大慧度經宗要)》 1권
- 《금강삼매경론(金剛三味經論)》 3권
- 《발심수행장 / 대승육정참회》
- 《중변분별론소(中邊分別論疏)》 第2 권
- 《무량수경종요(無量壽經宗要)》 1권
- 《이장의(二障義)》 1권
- 《법화경종요(法華經宗要)》 1권
- 《화엄경소(華嚴經疏)》 第3권

## 가계
원효는 신라의 개국공신이자 박혁거세를 추대한 사로 6촌의 촌장 중의 한사람인 설거백 또는 설호진의 후손 으로, 설곡(薛嚳)의 4대손이다.
원효는 잉피공의 손자이자 내말(奈末, 육두품 출신이 맡는 제11등급 관직) 설담날(薛談捺)과 조씨(趙氏)의 둘째 아들이다.
원효의 조부인 잉피공의 집이 금성에 있었으므로 원효를 금성 사람이라고도 한다.
잉피공(仍皮公)은 또는 적대공(赤大公)이라고도 하는데, 고려시대 중기 김부식과 일연이 살던 시대까지도 경주 적대연(赤大淵) 옆에 잉피공의 사당이 존재하고 있었다.
원효에게는 형제가 몇 있었는데, 경주 설씨와 순창 설씨의 족보에는 그의 형 중 1명인 설을신(薛乙臣)의 이름이 현재 전한다.
원효는 경주 설씨와 순창 설씨의 중시조인 설총의 생부다.
- 조부 : 잉피공(仍皮公,? ~ 634년)[11]
- 조모 : 미상
  - 아버지 : 설담날(薛談捺,? ~ 629년)[12], 자는 건정(建正), 낭비성 전투 때 전사하였다.
- 어머니 : 포회 조씨(浦會趙氏, ? ~ 627년)[13] - 원효가 어렸을 때 사망하였다.
  - 형 : 설을신(薛乙臣)
  - 형수 : 정산 백씨(定山白氏)[13]
- 부인 : 요석궁공주(瑤石宮公主, 생몰년 미상) - 태종무열왕(太宗武烈王)의 둘째 딸로 원효를 만날 당시 과부였었다.
  - 아들 : 설총(薛聰, 658년? ~ ?) - 홍유후(弘儒侯), 신라의 문장가
    - 며느리 : 단초 유씨
    - 며느리 : 광주 노씨(盧氏)[14]
      - 손자 : 설홍린(薛洪鱗)
      - 손자 : 설명린(薛命鱗)
      - 손자 : 설호린(薛好鱗)

## 원효가 등장하는 작품
- 《원효대사》 (KBS 1TV, 1986년, 배우: 전무송)
- 《삼국기》 (KBS 1TV, 1992년, 배우: 서학)

## 관계
신라의 고승 의상(義湘)을 사제(師弟)로 삼아 사형제지간(師兄弟之間)을 이루었다.

## 기타
그가 탄생한 마을 이름을 불지촌(佛地村)이라 하고 처음으로 중창한 법당의 이름을 초개사(初開寺)라 하였으며 법명을 스스로 원효라 한 것은 모두 불교의 빛이 널리 퍼진다는 뜻이다. 또한 불교사상을 통한 한국 사상사의 새벽을 연 것으로 볼 수 있다.
원효대사의 아들 설총은 중국 한자를 한국식 발음에 맞춘 이두의 창시자이자 이두 문학의 창시자였다. 설총은 최치원·강수 등과 함께 신라 3대 문장가로 꼽힌다. 그는 9경(주역·시경·서경·예기·춘추·논어·맹자·주례 등)을 처음 우리말로 해석하여 유교 사상을 널리 전파하였다.
후일 고려시대에 인종때 원효대사의 18대손 설자승(薛子升)은 이자겸의 난 당시 화를 피해, 순창으로 옮겨가 순창 설씨의 시조가 되었다. 다른 후손인 설귀창의 후손들은 그대로 경주 설씨로 이어갔다.

### 각승 일화
바다 용(龍) 또는 임금의 부탁을 받은 원효는 노상에서 조서(詔書)를 받아 <삼매경소(三昧經疏)>를 지었는데, 삼매경소를 다 지은 뒤 원효는 붓과 벼루를 소의 두 뿔 위에 놓아 이를 각승(角乘)이라 했다. 이를 들은 대안법사(大安法師)가 구경온 사람들의 인파를 헤치고 와서, 소뿔위에 서 있는 붓과 벼루에 종이를 붙였는데 후일 일연은 '이것은 또한 지음(知音)하여 서로 창화(唱和)한 것'이라고 평하였다.

### 대처승
원효를 한국 최초의 대처승이라 보는 관점이 있다. 일본 제국주의의 강점과 사찰령을 통한 한국 전통 불교의 파괴 이후 한국에는 대처승이 유행하였다. 한국불교에서 일제를 찬양하는 왜색을 몰아내고 전통을 복원한 역할을 한 이승만의 불교정화운동 당시 대처승들의 승직이 박탈되었으나, 이후에도 대처승은 계속 존재하고 있다. 일제의 영향이 빠져나간지 오래인 현대 한국에서 대처승에 대한 다양한 관점이 존재한다. 고려시대에 대처승이 고려에서 일본으로 전래되기도 하였다.

### 민간신앙
원효는 한국의 무속신의 하나로도 숭배되는데, 그의 사상적 영향과 함께 서민 대중에게 친근하게 다가갔음을 생각하면 그러한 숭배가 이해된다 볼 수 있다. 숭배의 기제로 해골의 물을 마신 것을 죽음을 극복한 것으로 보는 것이 작동한다 추정할 수도 있다.

## 같이 보기
| - 화랑도 - 정토종 - 정토사상 - 불국정토 - 대승불교 - 열반종요 - 대승기신론소 - 금강삼매경론 - 발심수행장 / 대승육정참회 - 대승기신론 | - 제행무상 - 지눌 - 설총 - 태종무열왕 - 의상 - 소요산 - 자재암 - 원효암칠성각 - 경주 분황사 화쟁국사비부 - 무위사 |

## 참고 자료
- 원효 - 브리태니커 백과사전 (다음백과 미러)
- 원효 - 두산세계대백과사전
- 이 문서에는 다음커뮤니케이션(현 카카오)에서 GFDL 또는 CC-SA 라이선스로 배포한 글로벌 세계대백과사전의 내용을 기초로 작성된 글이 포함되어 있습니다.
- 원효 『금강삼매경론』 / 서정형 pdf